# Брику, Ги
Ги Брику (фр. Guy Bricout; род. 18 февраля 1944, Кодри) — французский политик. Бывший депутат Национального собрания Франции. Член партии Союз демократов и независимых. Мэр города Кодри (1995—2017).

## Биография
Родился 18 февраля 1944 года в городе Кодри (департамент Нор). После окончания лицея в Ле-Като-Камбрези и экономического факультета Университета Лилль I в 1964 году поступил на работу в налоговую службу, которую покинул в 2004 году в должности директора отделения. 
В 1971 году Ги Брику начал свою политическую карьеру, пройдя в муниципальный совет города Кодри. В 1983 году он был избран заместителем мэра Кодри по вопросам финансов и культуры, а в 1988 году - вице-мэром по экономике и финансам в администрации мэра-социалиста Жака Варена. 
В 1994, 2001 и 2008 году избирался в Генеральный совет департамента Нор от кантона Клари. 
В июне 1995 года Ги Брику был избран мэром города Кодри; впоследствии трижды - в 2001, 2008 и 2014 годах - он переизбирался на этот пост. За время его работы мэром в Кодри  открыты колледж Жан Монне (Jean Monnet), лицей Жаккард, спортивный зал Tullistes, дворец спорта, два мини-стадиона, культурный кластер, кинотеатр Le Millénium и многие другие объекты. При нем в городе был построен театр и реконструирован железнодорожный вокзал. 
В 2002 году он стал заместителем кандидата правых на выборах в Национальное собрание 2002 года по 18-му избирательному округу, а затем депутата Национального собрания Франсуа-Ксавье Виллена; в этом же качестве он выступал на выборах 2007 и 2012 годов.
В марте 2015 года Ги Брику в паре с Анн-Софи Лекюйер был избран в Совет департамента Нор, с 2 апреля 2015 года занял пост вице-президента Совета по вопросам территориального планирования. На выборах в Национальное собрание 2017 г. он сменил Франсуа-Ксавье Виллена в качестве кандидата правых по 18-му избирательному округу департамента Нор и одержал победу, получив во 2-м туре 63,67 % голосов. 1 июля, из-за невозможности сохранения более двух выборных мандатов, он подал в отставку с поста мэра Кодри, передав свой пост сыну Фредерику Брику.
В январе 2020 года Ги Брику предлагает поправку, продлевающую отпуск по случаю утраты несовершеннолетнего ребенка с пяти до двенадцати дней. Отклонение поправки 40 голосами против 38 вызвало негативную реакцию многих политиков, в том числе президента Эммануэля Макрона, призвавшего депутатов «проявить гуманность». В результате эта поправка была принята Национальным собранием единогласно в мае 2020 года.
На муниципальных выборах 2020 года в Кодри Ги Брику вошел в избирательный список своего сына Фредерика на последнем месте и не был избран.
23 июля 2021 года во время демонстрации против санитарных ограничений в связи с Covid-19 он был жестоко избит демонстрантами перед своим офисом в Камбре; видеозапись этот инцидента была просмотрена более 150 000 раз в Твиттере.
Объявив заранее, что не будет баллотироваться на выборах в Национальное собрание в 2022 году, 18 марта 2022 года Ги Брику принимает решение баллотироваться, столкнувшись, в частности, с выдвижением в кандидаты своего заместителя Пьера-Антуана Виллена. По итогам первого тура выборов он занял второе место с 21,85 % голосов, уступив кандидату от Национального объединения, но сумел победить во втором туре, набрав 50,58 % голосов.
В Парламентских выборах 2024 года, назначенных после роспуска президентом Эмманюэлем Макроном Национального собрания 9 июня 2024 года, Ги Брику не участвовала.

## Занимаемые выборные должности
20.03.1971 — 18.06.1995 — член муниципального совета, вице-мэр города Кодри

19.06.1995 — 01.07.2017 — мэр города Кодри 

28.03.1994 — 29.03.2015 — член Генерального совета департамента Нор  от кантона Клари 
 
29.03.2015 — 27.06.2021 —член Совета департамента Нор от кантона Кодри, вице-президент Совета 
  21.06.2017 — 09.06.2024 — депутат Национального собрания Франции от 18-го избирательного округа департамента Нор.